# José Canalejas Méndez

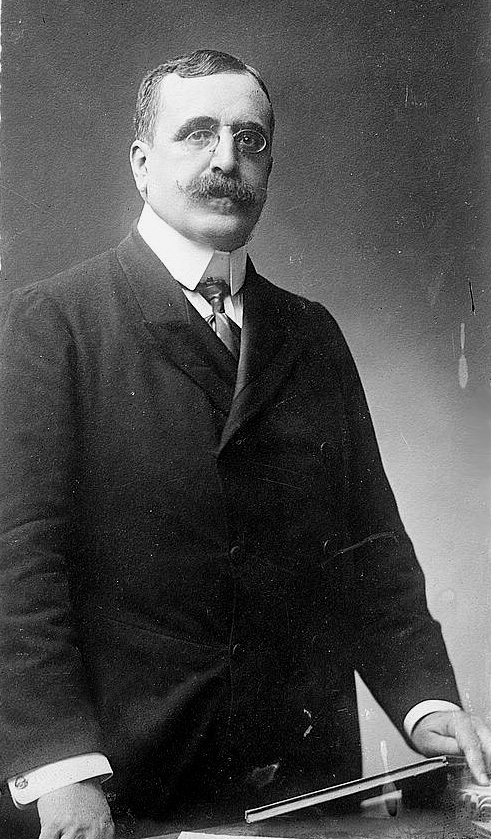
José Canalejas Méndez

José Canalejas Méndez (* 31. Juli 1854 in Ferrol; † 12. November 1912 in Madrid) war ein spanischer Politiker und Ministerpräsident Spaniens (Presidente del Gobierno).

## Biografie

### Studium, berufliche Laufbahn und Veröffentlichungen
Der Sohn eines Eisenbahningenieurs begann nach dem Erwerb der Hochschulzugangsberechtigung (Bachillerato) am Instituto San Isidro de Madrid ein Studium der Rechtswissenschaften sowie der Philosophie an der Universität Complutense Madrid, die er bereits 1871 sowie 1872 mit der Promotion zum Doktor abschloss. Anschließend bewarb er sich um eine Assistenzprofessur, scheiterte jedoch an der universitätsinternen Opposition und verzichtete danach auf eine Laufbahn als Rechtsprofessor. Stattdessen wurde er Dozent für Literatur und Philosophie. Des Weiteren war er Autor von:
- „Programa de un curso de Principios Generales de Literatura... para el curso 1872 a 1873“, 1873 (Programm eines Kurses über die Grundprinzipien der Literatur)
- „Apuntes para un curso de literatura latina“, 1874 (Anmerkungen eines Kurses zur Lateinischen Literatur, 2 Bände)

Später begann er wie bereits sein Vater eine Laufbahn bei der Eisenbahngesellschaft Madrid–Ciudad Real–Badajoz (Ferrocarriles de Madrid a Ciudad Real y a Badajoz), bei der er bis zum Generalsekretär aufstieg und diese als Rechtsanwalt in Verfahren gegen andere Eisenbahngesellschaften vertrat. Als überzeugter Anhänger der Demokratie war er 1890 Gründer der liberalen Tageszeitung „Heraldo de Madrid“.

### Abgeordneter
Canalejas Méndez begann seine politische Laufbahn als Mitglied der republikanisch orientierten Progressiv-Demokratischen Partei (Partido Demócrata Progresista). Nach der Wiedereinsetzung der Monarchie (Restauración borbónica) trat er jedoch zur Liberalen Partei (Partido Liberal) von Práxedes Mateo Sagasta über. Für diese wurde er dann auch am 21. August 1881 erstmals zum Abgeordneten des Parlaments (Congreso de los Diputados) gewählt, wo er bis zu seinem Tode abwechselnd die Interessen der Wahlkreise Soria, Cádiz, Alicante, Madrid, Ciudad Real und La Coruña vertrat. 1883 war er für einige Zeit Staatssekretär im Amt des Ministerpräsidenten Sagasta.

### Minister und Parlamentspräsident
Am 14. Juni 1888 wurde er von Sagasta als Ministro de Fomento (Entwicklungsminister) auch erstmals in eine Regierung berufen. Am 11. Dezember 1888 übernahm er in dieser Regierung das Amt des Ministers für Gnadengesuche und Justiz (Ministro de Gracia y Justicia) und behielt dieses Amt bis zum 21. Januar 1890. In dieser Zeit fiel auch die Reform des Zivilgesetzbuchs (Código Civil). Sagasta ernannte ihn am 17. Dezember 1894 zum Finanzminister (Ministro de Hacienda) in seinem fünften Kabinett, dem er dieses Mal bis zum Ende der Amtszeit Sagastas am 23. März 1895 angehörte.
Aus Sorge über die politische Entwicklung in der damaligen Kolonie Kuba begab er sich 1897 nach Kuba, um dort Informationen aus erster Hand zu erhalten. Sein großes Interesse führte dazu, dass er trotz seines Alters von nunmehr 43 Jahren, seines Abgeordnetenmandats und seiner früheren Ministertätigkeit als Freiwilliger in die Armee eintrat. Als Soldat wurde er aufgrund seiner Tapferkeit während Kampfhandlungen mit dem Kreuz des Militärischen Verdienstordens (Orden del Mérito Militar) ausgezeichnet. Nach seiner Rückkehr nach Spanien berichtete er Ministerpräsident Sagasta von seinen Eindrücken und bat diesen um Erteilung einer gewissen Autonomie der Kolonie. Letztlich führte jedoch der Spanisch-Amerikanische Krieg von April bis August 1898 zur Besetzung Kubas, Puerto Ricos, Guams und der Philippinen durch die USA und für Spanien zum Verlust seiner letzten bedeutsamen Kolonien.
Vom 19. März 1902 bis zum 31. Mai 1902 war er als Minister für Landwirtschaft, Industrie, Handel und Öffentliche Arbeiten (Ministro de Agricultura, Industria, Comercio y Obras Públicas) wiederum Mitglied der letzten von Sagasta geleiteten Regierung. Während dieser Zeit ordnete er die Gründung des Arbeitsamtes (Instituto de Trabajo) an.
Nach dem Tode seines Förderers Sagasta am 5. Januar 1903 wurde er dessen Nachfolger als Vorsitzender der Partido Liberal. Als solcher verfolgte er eine überwiegend linksliberale Politik, die eine Verteidigung der demokratischen Ideen sowie eine Trennung von Kirche und Staat vorsah.
Canalejas wurde am 19. Januar 1906 als Nachfolger von Antonio Aguilar Correa zum Präsidenten des Deputiertenkongresses gewählt und behielt dieses Amt bis zum 30. März 1907.

### Ministerpräsident
Als Nachfolger von Segismundo Moret Prendergast erfolgte schließlich am 9. Februar 1910 seine Berufung zum Ministerpräsidenten Spaniens (Presidente del Gobierno) durch König Alfons XIII. Dieses Amt behielt er bis zu seinem Tod am 12. November 1912.
Aufgrund der Parlamentsmehrheiten musste er im Januar und April 1911 sein Kabinett umbilden, wobei er selbst vom 29. Juni 1911 bis zum 12. März 1912 auch das Amt des Ministers für Gnadengesuche und Justiz übernahm. Darüber hinaus war er vom 17. Juli bis zum 6. August 1911 ebenfalls amtierender Innenminister (Ministro de Gobernación) während der Abwesenheit des Amtsinhabers. Außerdem war er in dieser Zeit Präsident der Interparlamentarischen Union (IPU).
Während seiner Regierungszeit trieb er umfangreiche Reformen voran: Neben der Abschaffung der Verbrauchsteuern und der Einführung des allgemeinen Wehrdienstes kam es insbesondere noch 1910 zu einer Beschränkung der Neugründung von Priesterorden durch das so genannte Vorhängeschlossgesetz (Ley de Candado) und somit indirekt zu einer Machtbeschränkung der Katholischen Kirche.
Zusammen mit König Alfons XIII. besuchte er 1911 Marokko, wo er als Reaktion auf die französische Besetzung von Fès die Besetzung von Larache, Asilah und Alcazarquivir anordnete. Die danach begonnenen Verhandlungen mit Frankreich führten schließlich nach seinem Tod zum Abschluss des Vertrages von Fès und der Einrichtung eines Französischen und eines Spanischen Protektorats. Daneben vergab er als Anerkennung für die Unterstützung des Deutschen Reichs Vorrechte für die Ausfuhr von Erz aus der Region Melilla an die Mannesmann-Werke.
Weiterhin führte er Reformen der Sozialgesetzgebung ein und begann mit Unterstützung von Enric Prat de la Riba einen Versuch zur Lösung der so genannten Katalonienfrage durch die Gründung eines Gemeinwesens für Katalonien (Mancomunitat de Catalunya). Zur Wiederherstellung der öffentlichen Ordnung sah er sich veranlasst die republikanische Revolte niederzuschlagen, die durch die Meuterei auf der Fregatte Numancia am 2. August 1911, die Ereignisse von Cullera vom September 1911 sowie den Eisenbahnstreik von 1912 ausgelöst wurde.
Ihm gelang nicht die Durchführung der von ihm erwarteten politischen Reformen zur Auflösung des oligarchisch geprägten Klientelsystems (Caciquismo), der Einführung einer wahren Demokratie sowie einer Änderung des Wahlrechts. Am 12. November 1912 wurde er von dem Anarchisten Manuel Pardiñas Serrano auf der Puerta del Sol ermordet, was zu einer ernsthaften Krise innerhalb der Liberalen Partei führte. Neuer Parteivorsitzender wurde Segismundo Moret Prendergast, der gegen ihn 1903 bei der Wahl zum Vorsitzenden unterlegen war.

### Ehrenämter

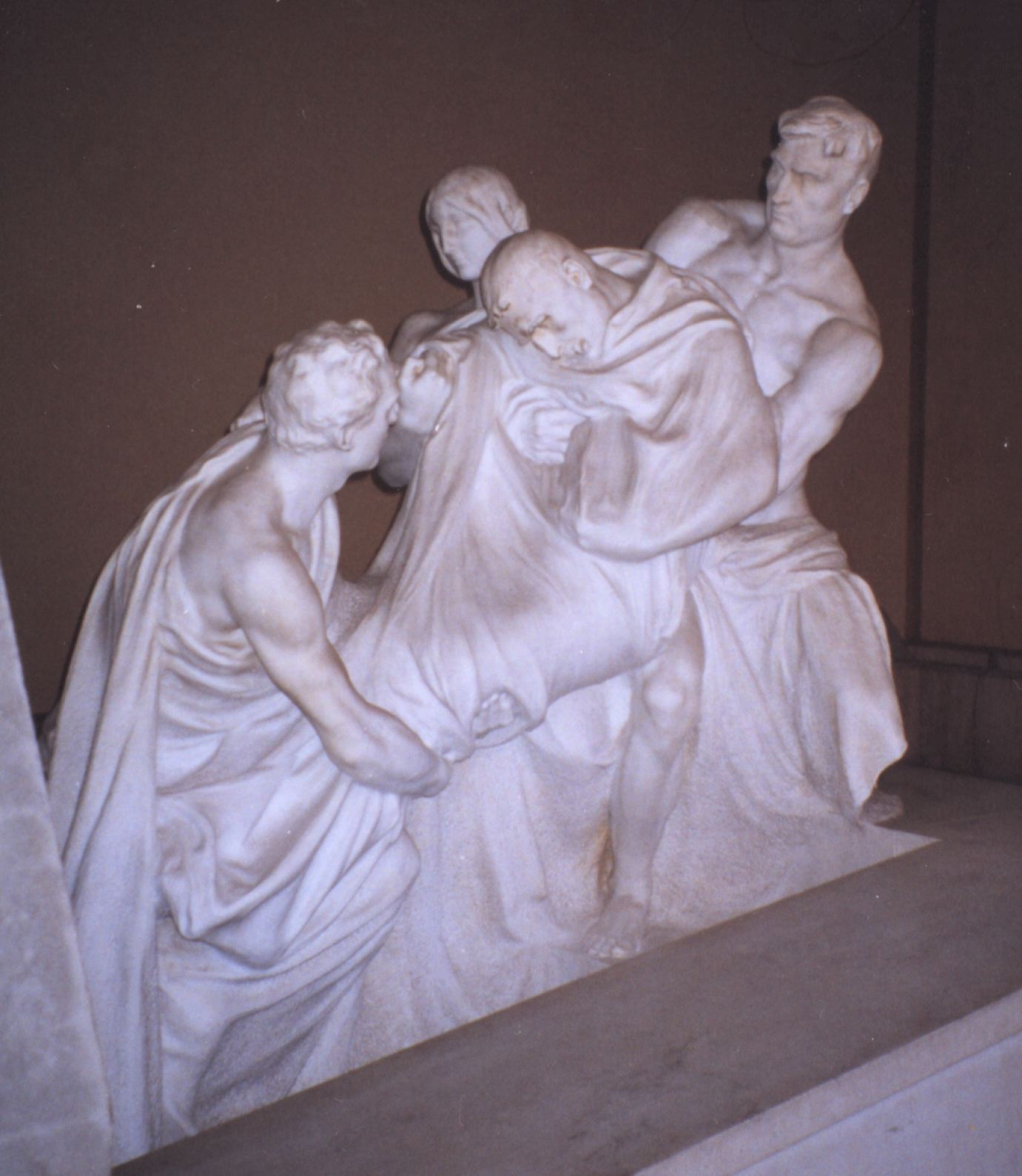
Grabmal von José Canalejas im Panteón de Hombres Ilustres, Madrid

Der anerkannte Rechtswissenschaftler und begnadete Redner war 1893 bis 1894 sowie 1903 bis 1905 Präsident der Königlichen Akademie für Rechtsprechung und Gesetzgebung (Real Academia de Jurisprudencia y Legislación).
Des Weiteren war er vom 13. März 1900 Mitglied der Real Academia de Ciencias Morales y Políticas, wo er bis zum Verzicht am 28. Juni 1910 den Sessel (Sillón) 15 einnahm. Schließlich erfolgte im Jahr seiner Ermordung noch seine Berufung zum Mitglied der Königlich Spanischen Akademie (Real Academia Española), deren Sessel R er belegte.